# Свети Теодор Стратилат (Свето Тодори)
„Свети Теодор Стратилат“ (на македонска литературна норма: „Свети Теодор Стратилат“) е възрожденска православна църква в битолското село Свето Тодори, Северна Македония. Църквата е под управлението на Преспанско-Пелагонийската епархия на Македонската православна църква. Тя е главната селска църква на Свето Тодори.

## География
Църквата е разположена в крайния югозападен дял на селото, непосредствено до основно училище „Кочо Рацин“ и включва селските гробища.

## История и архитектура
Църквата „Свети Тодор“ е изградена в 1840 година. Според други източници е построена в 1880 година върху стари основи и е възстановявана след Първата световна война в 1921 година, както и в 1990 година.
Църковната сграда е с правоъгълна основа с многоъгълна апсида от източната страна. От южната страна на църквата е пристроена сграда, чийто вход е разположен от източната страна. Църквата е изградена от варовик и е покрита с покрив от керемиди, а апсидата е покрита с ламаринен покрив.
Храмът има малък ограден двор, който заема пространството между основната и пристройката, както и камбанарията, която се намира в югоизточния ъгъл. Има квадратна основа и се състои от две части. От тях долната е изградена от варовик, както и самата сграда на църквата, докато в горната част има по един издълбан отвор от всяка страна. Входът на камбанарията е от северната страна. В оградения двор има и надгробен паметник. Селските гробища се намират точно до църквата, но извън оградения двор.

## Галерия
- Входът на църквата
- Апсидата на църквата
- Камбанарията
- Селските гробища